# Antoine Armand
Antoine Armand (Parigi, 10 settembre 1991) è un funzionario e politico francese, dal 21 settembre 2024 al 23 dicembre 2024 ministro dell'Economia, delle Finanze e dell'Industria nel governo Barnier. Nominato a soli 33 anni, è stato uno dei più giovani ministri nella storia della Quinta Repubblica.
Membro de La République en marche (LREM), poi Renaissance (RE), in precedenza Armand è stato eletto deputato per la 2ᵃ circoscrizione dell'Alta Savoia alle elezioni legislative del 2022. Rieletto nel 2024, è divenuto presidente della commissione Affari economici dell'Assemblea nazionale.

## Biografia
Antoine Armand è pronipote di Louis Armand, primo presidente della Comunità europea dell'energia atomica (Euratom) e in seguito presidente della Société Nationale des Chemins de fer Français (SNCF), le ferrovie dello Stato francesi.
Dopo studi economici presso l'École normale supérieure e l'École nationale d'administration, nel 2019 ha iniziato la sua carriera all'Ispettorato generale delle finanze (IGF).

## Carriera politica
Armand è stato eletto con Renaissance deputato per la 2ᵃ circoscrizione dell'Alta Savoia alle elezioni legislative del 2022, dopo che l'uscente Jacques Rey aveva deciso di non ricandidarsi. Rieletto nel 2024, è divenuto presidente della commissione Affari economici dell'Assemblea nazionale.
Armand è stato inoltre membro della delegazione francese all'Assemblea parlamentare franco-tedesca a partire dal 2022. È stato inoltre membro dei gruppi parlamentari per l'amicizia franco-tedesca, franco-italiana e franco-svizzera.
Il 21 settembre 2024 è entrato in carica come ministro dell'Economia, delle Finanze e dell'Industria nel governo Barnier, incarico mantenuto fino alla formazione del successivo governo Bayrou.